# Хайделбергска школа
Хайделбергската школа (на немски: Heidelberger Romantik) е културно движение, развило се в първата четвърт на XIX век около Хайделбергския университет, където по това време работят много представители на романтичната поезия като Ахим фон Арним и Клеменс Брентано. Към тази група се числят и някои автори, които не пребивават в Хайделберг, но са в контакт с живеещите там писатели, като например братя Грим и Бетина фон Арним. Понятието „Хайделбергски романтизъм“ се използва за вътрешна периодизация на германския Романтизъм от началото на XIX век от Йозеф Надлер и Алфред Боймлер – продължение на по-ранния Йенски романтизъм.

## Същност, идея, концепция
Писателите на второто поколение след края на т.нар. Велика френска революция и Наполеонови войни (разтърсили из дъно Стария континент) се обръщат към идеята за „народния дух“, проявявайки голям интерес към старите народностни, вече назовавани по него време национални културно-исторически традиции. Ръководната идея, която доминира сред представителите на школата, е за народностното, т.е. вече национално обединение и разтварянето на индивидуалността в „народното тяло“ – виж и особен път на Германия. Проблемът за преодоляване на дуализма между материя и дух, характер и съзнание, чувства и интелект се разрешава според възпитаниците на Хайделбергската школа посредством обръщането, т.е. възвръщането на изследователя, твореца, художника към миналото, към историята, към народната памет и митологичните форми на съзнание, към дълбоко религиозните чувства на/в страдалеца. Представителите на хайделбергската школа разглеждат фолклора като „истинския език“ на хората, който кара човеците да се обединяват в социум, правещ невъзможна индивидуалната есхатология. Ръстът на новото национално съзнание според хайделбергските възпитаници се свързва преди всичко с неприемането на държавните реформи, насърчавани от Наполеон Бонапарт в окупираните територии от неговата „революционна армия“ в Стара Европа.
Както показват сборникът с народни песни „Вълшебният рог на момчето“ и другите публикации, главен предмет на усилията на по-младите представители на Романтизма, е преоткриването на старата немска литература, която публикуват отново в преработен вид. В някои от своите произведения те се опитват да се присъединят към простотата на народния изказ. Въпреки това дори и най-народностно изглеждащите произведения са част от традицията на поезията на ранния романтизъм и при по-внимателно разглеждане се разкриват като доста изкуствени форми и конструкции. По-старите изследвания твърдят, че усилията били насочени към възраждане на забравени традиции в немската литература, свързани с националното съзнание, което обаче не е валидно за всички по-млади романтици.
В литературноисторическото представяне на Хайделбергския романтизъм от онова време, проблематични черти на този вид литературно представяне са националистичният знак за отхвърляне на Просвещението и субстанциализиране на понятието. Интензивното литературно–научно изследване на тази епоха съвпада по време със заменянето на литературно–научния Позитивизъм с т.нар. хуманитарна история. По-новите автори на литературни истории, като Герхард Шулц, се опитали да прекратят това проблемно развитие чрез подчертана трезвост и отказ от прекалено силни генерализиращи твърдения.

### Еснафи и филистери в буржоазията
Явлението е пряко свързно с фигурите на двамата благородници Брентано и Арним, които се обръщат срещу буржоазията. Именно тя около 1800 г. придобива значително самочувствие и богатство. За младите мъже това са еснафите и филистерите, критикуващи Просвещението. Според тях то е прекалено интелектуално, в него липсвало чувство, преди всичко в поезията. Те били заинтригувани от митовете, приказките, ирационалното. Политическата ситуация се променила, което довело и до променено отношение към света и културата. Предишният революционен и космополитен импулс се преобразил в резултат на явното безсилие на немската териториална държава в съживяване на немското минало. С края на Свещената Римска Империя на немската нация се сринал и последният остатък на средновековния свят. Немските романтици разпознавали в Средновековието не само защитеното верско единство на християнската Църква, а и залязващото национално величие, което трябвало да бъде възобновено. Те били на мнение, че добродетелите и способностите на предходното време били само в затишие и чакали своето ново преоткриване. Затова те изисквали от науката и литературата да се възобнови националният живот.
За първи път немската литература оказва по онова време голямо влияние върху чуждестранната литература. И когато Наполеон прекратява съществуването на Свещената Римска Империя на немската нация, за Брентано и Арним чашата прелива. През 1806 г. издават сборника „Вълшебният рог на момчето“ – немски народни текстове, които по онова време не принадлежали към литературния канон.
Невъзможно е да се проследи къде точно в Хайделберг са живели представителите на романтическия кръг. Те били най-често „господа за обзаведени стаи“ и сменяли често квартирите си. Сигурно е, че през 1808 г. са живели няколко месеца на Хауптщрасе, в днешната пешеходна зона. Във вътрешния двор на къщата, в която в началото на XIX век се е помещавало издателството „Мор и Цимермен“, се намирал и един известен хотел „При краля на Португалия“, който заемал по-голямата част от сградата. В тези помещения е сътворен първият том от „Вълшебният рог на момчето“. Арним и Брентано включвали все нови и нови стихотворения в том 2-ри и 3-ти. Те имали стремежа да спасят старите сгради и старите литературни източници. След това издават вестник „Вестник за отшелници“, който е второто им дело. Той излиза през 1808 г. в продължение на няколко месеца, два-три пъти седмично. Те искали да създадат един невероятен романтичен вестник, което означавало стихотворения, песни, стари и забравени теми от Средновековието. Архаични и красиви мотиви, които вече нямали стойност в мрачното време, в което живели. Изпитвали невероятно неудобство от действителността. Но тогава това била антипрограмата: традицията, нашата традиция, немската традиция. Точно това искали да сътворят двамата благородници.
Хайделбергският романтизъм е предшественик на така наречения ранен Йенски романтизъм. Автори и философи, като Шлегел и Шелинг, искали да преплитат живот и поезия. „Романтично“ означавало по онова време „като в роман“ и нямало нищо общо с модерното „романтично“. Всички литературни родове трябвало да бъдат обединени – проза, лирика, драма, също философия, критика, изкуство и наука – една „универсална поезия“. Хайделбергските представители следвали своите предшественици, но не притежавали техния импулс. Във „Вестника за отшелници“ те водели все повече война с професор Йохан Хайнрих Фос, привърженик на класиката и на Френската революция. Писателят Бузелмайер определя вестника като хубав и поетичен, но някак си остър и луд по своята същност. И след 40-ия брой никой вече не изпитвал удоволствие да го чете. През ноември 1808 г. Арним напуска „студената Некарска дупка“. Останали само просветителите, те не освободили място на романтиците – те победили.

## История
Хайделбергската школа включва редица автори, принадлежащи към Романтизма, които между 1804 г. и 1809 г. се намират в Хайделбергския университет. Ахим фон Арним и Клеменс Брентано работят върху своя тритомен сборник с народни песни и авторски стихотворения на слабо известни поети от XVI – XVII век „Вълшебният рог на момчето“ (1806 – 1808) и издават „Вестник отшелник“. По същото време там преподава Йозеф Гьорес, пишейки труда си „Немски народни истории“ и създавайки своята концепция за митични истории за азиатския свят. Като стар филолог там преподава и Фридрих Кройзер, който публикува в тези години труд за гръцката митология. Йозеф фон Айхендорф – „певецът на немската гора“, който се смята за най-големия лирик на немския романтизъм, също е студент в Хайделберг.
Най-важната публикация за Хайделбергската школа в посока на втория ренесанс на романтизма са „Детските и семейни приказки“ на Братя Грим. През 1812 г. за първи път са публикувани 86 германски приказки в първия том приказки за децата и семейството. През 1814 г. излиза втори том, състоящ се от още 70 приказки. Заедно те представляват първото издание на сборника, състоящ се от всичките 156 приказки. Братя Грим издават още два тома, които включват „Германските саги“ с 585 немски легенди. Този томове излизат съответно през 1816 г. и 1818 г.
Народните легенди са подредени в хронологичен ред, в съответствие с историческите събития, с които са свързани или отразяват. Някои от преданията са подредени в раздели по привръзки с приказните герои с които са свързани (това правило е приложено най-вече спрямо местните легенди). Изданията на немски саги не са толкова популярни както сборната колекция от приказки.
Второто издание на „Детски и семейни приказки“ излиза през 1819 – 1822 г. То е допълнено и броят на приказките, съдържащи се в него, се е увеличава до 170. Други пет издания приказките на братя Грим търпят още приживе на събирачите им. Седмото издание, публикувано през 1857 г., вече съдържа 211 приказки.
Младият Фридрих Хьолдерлин от швабския Нюртинген е за още по-кратко време в Хайделберг, само два пъти преминава през града. Описва себе си като „един прогонен странник“, който бяга от книгите и хората. И тогава написва една ода със заглавие „Хайделберг“. Хьолдерлин всъщност въобще не познавал Хайделберг. Изумително е, че той сътворил едно толкова прекрасно стихотворение, вероятно все още най-доброто в града за всички времена: Цъфтящи храсти се превиват в долината, весели улици се вият към хълмовете или по продължение на брега и долу около ухаещите градини… – строфи, които потапят читателя в тогавашната градска обстановка. Копието от ръкописа се намира в една от витрините на Института по германистика в университета.
Хайделбергската школа изиграва огромна роля в частната сфера на изследване на историята, религиите (в частност световните религии) и митологията, а изобщо оказва огромно въздействие върху мисълта и хуманитарните науки през 19 век. Хайделбергската школа въз основа на проучванията си в областта на фолклора формира първата съвременна научна школа за изследване и обяснение на религията и митологията като феномени – митологичната школа. Като част от Хайделбергската школа се изявяват и първите съвременни изследователи на древните митове – Шелинг и братя Шлегел. Хайделбергската школа оказва огромно въздействие и върху развитието на правото и юриспруденцията посредством изучаването на историята на правото в неговата систематичност, формирайки по този начин и в опозиция на предходните френски философи-юристи (поддръжници на естествените права), своя алтернативна Германска историческа школа.

## Значение
Във философски план хайделбергската школа фундира основата на съвременния идеализъм със своята „Света Троица“ – Хегел, Фихте и Шелинг на базата на идеите и философията на Имануел Кант, а ливгвистичните дирения на последователите ѝ водят до удивителните разкрития на редица представители на сравнителното езикознание, най-изявения от които е Макс Мюлер.
В политически план, научноразвойната дейност на школата е насочена към реставрация на предходните френски хуманитарни постижения от времето на Стария ред. Демонстрирайки приемственост и продължавайки по изследователски линията на класицизма, хайделбергските възпитаници извеждат хуманитарните и социални науки на съвременното им ниво.

## Известни представители
- Клеменс Брентано
- Ахим фон Арним
- Братя Грим
- Йозеф фон Айхендорф